# Central Coast Municipality
Koordinaten: 41° 15′ S, 146° 17′ O

Die Central Coast Municipality ist ein lokales Verwaltungsgebiet (LGA) im australischen Bundesstaat Tasmanien. Das Gebiet ist 931 km² groß und hat etwa 21.500 Einwohner (2016).
Central Coast liegt in der Mitte der Nordküste der Insel etwa 220 Kilometer von der Hauptstadt Hobart entfernt. Das Gebiet umfasst 30 Ortsteile und Ortschaften: Abbotsham, Camena, Castra, Upper Castra, Cuprona, Forth, Gawler, Gunns Plains, Heybridge, Howth, Kindred, Leith, Loongana, Loyetea, North Motton, Nietta, South Nietta, Penguin, Preservation Bay, West Pine, Preston, South Preston, Riana, South Riana, Spalford, Sprent, Sulphur Creek, Turners Beach, Ulverstone und West Ulverstone. Der Sitz des City Councils befindet sich in Ulverstone an der Küste im Norden der LGA, wo etwa 6500 Einwohner leben (2016).

## Verwaltung
Der Central Coast Council hat zwölf Mitglieder. Der Mayor (Bürgermeister), sein Deputy (Stellvertreter) und zehn Councillor werden direkt von den Bewohnern der LGA gewählt. Central Coast ist nicht in Bezirke untergliedert.